# Brides-les-Bains
Brides-les-Bains é uma comuna francesa na região administrativa de Auvérnia-Ródano-Alpes, no departamento da Saboia. Estende-se por uma área de 2.63 km². Em 2010 a comuna tinha 512 habitantes (densidade: 194,7 hab./km²).